# Eijirō Takeda
Eijirō Takeda (jap. 武田 英二郎; * 11. Juli 1988 in Kawasaki, Präfektur Kanagawa) ist ein japanischer Fußballspieler.

## Karriere
Eijirō Takeda erlernte das Fußballspielen in den Jugendmannschaften von FC Nakahara und den Yokohama F. Marinos sowie in der Universitätsmannschaft der Aoyama-Gakuin-Universität. Von Mai 2010 bis Januar 2011 wurde er von der Aoyama-Gakuin-Universität an Shonan Bellmare ausgeliehen. Der Verein aus Hiratsuka spielte in der ersten Liga, der J1 League. Hier absolvierte er als Jugendspieler ein Spiel in der ersten Liga. Seinen ersten Vertrag unterschrieb er 2011 bei seinem ehemaligen Jugendverein Yokohama F. Marinos. Für die Marions kam er nicht zum Einsatz, sondern wurde die überwiegende Zeit an andere Vereine ausgeliehen. Die Saison 2012 wurde er an den Zweitligisten JEF United Ichihara Chiba nach Ichihara ausgeliehen. Für JEF absolvierte er 28 Zweitligaspiele. Der ebenfalls in der zweiten Liga spielende Gainare Tottori lieh ihn die Saison 2013 aus. Am Ende der Saison musste der Verein den Weg in die Drittklassigkeit antreten. Avispa Fukuoka, ebenfalls ein Zweitligist, lieh ihn die Saison 2014 aus. Nachdem der Vertrag bei den Marinos Ende 2014 ausgelaufen war, unterschrieb er Anfang 2015 einen Vertrag bei Shonan Bellmare. Für Shonan spielte er bis Ende 2017 viermal in der ersten Liga. Der Zweitligist Yokohama FC aus Yokohama nahm ihn ab 2018 unter Vertrag. 2019 schloss er mit dem Verein die Saison als Vizemeister ab und stieg in die erste Liga auf. Am Ende der Saison 2021 belegte er mit dem Verein den letzten Tabellenplatz und musste somit in die zweite Liga absteigen. Am Ende der Saison 2022 feierte er mit Yokohama die Vizemeisterschaft der zweiten Liga und den Aufstieg in die erste Liga. Am Ende der Saison 2023 musste er mit Yokohama als Tabellenletzter wieder in die zweite Liga absteigen. Am Ende der Saison 2024 wurde er mit Yokohama Vizemeister und stieg in die erste Liga auf.

## Erfolge
Yokohama FC
- Japanischer Zweitligavizemeister: 2019  ▲
- Japanischer Zweitligavizemeister: 2022  ▲
- Japanischer Zweitligavizemeister: 2024  ▲